# Renan Messias
Renan Messias, nascido Renan Henrique Messias de Paulo (Ribeirão Preto, 10 de setembro de 1998) é um escritor brasileiro.
Criado no interior paulista, na cidade de Santa Rosa de Viterbo, região metropolitana de Ribeirão Preto, estado de São Paulo, divide seu tempo entre a cidade de sua família e a capital do Estado, onde cursa Geografia na Faculdade de Filosofia, Letras e Ciências Humanas da USP, dedicando-se especialmente às inferências entre Geografia e Literatura, tendo recentemente ingressado no programa de Mestrado em Literatura da Universidade Federal de São Carlos.
Possui dois livros publicados em 2020, "Personagem", de poesia, e o infantil "As Pegadas de Joana", ambos pelo Grupo Editorial Hope.
Tem publicados ainda outros contos em coletâneas, geralmente voltados para o público infanto-juvenil.